# Francine Zouga
Francine Estelle Zouga Edoa (* 9. November 1987 in Yaoundé) ist eine kamerunische Fußballspielerin.

## Karriere
Zouga startete ihre Karriere mit Louves Miniprof, bevor sie 2007 zu Lorema FC Filles de Yaoundé ging. Anfang Juli 2012 wechselte sie in die Schweiz zu FSG Aïre-Le Lignon, bevor sie nach nur einem Jahr zum kasachischen UEFA Women’s Champions League Teilnehmer CSHVSM Almaty ging. Im Frühjahr 2014 kehrte sie aus Kasachstan, nach Kamerun zurück und steht seither beim Louves Miniproff de Yaoundé unter Vertrag.

### International
Im Juli 2012 wurde sie für die olympischen Sommerspiele 2012 in London nominiert.